# Лох-Дун
Лох-Дун (англ. Loch Doon, гэльск. Loch Dhùin, в переводе — «Озеро у крепости») — озеро в Шотландии, крупнейшее озеро южной Шотландии. Находится в области Ист-Эршир в 6 км к югу от города Далмеллингтон, по восточному берегу озера проходит граница Ист-Эршира с Дамфрис-энд-Галловей. Лежит на высоте около 210 м над уровнем моря. Простирается на 9 км с севера на юг, ширина составляет до 2,5 км. С севера к озеру ведёт единственная дорога.
Лох-Дун окружено многочисленными озерцами, соединёнными с ним протоками. Большую часть воды оно получает из озера Лох-Инок (англ. Loch Enoch), лежащего южнее. У северной оконечности озера начинается река Дун, протекающая через долину Несс и впадающую в залив Эр (англ. Ayr Bay).
На западе над озером возвышается гора Крейгли (523 м.), на востоке — гора Бау.
Около 1760 года часть озера была осушена, но осушенные земли оказались малопригодными для сельского хозяйства. В 1935—1936 годах на северной оконечности озера была возведена плотина ГЭС первой в Шотландии крупной сети гидроэлектростанций (англ. Galloway Hydro-Electric Power Scheme ). Озеро является крупнейшим водохранилищем сети.
В озере водятся гольцы и форель.